# John Lee Smith
John Lee Smith (* 16. Mai 1894 in Chico, Wise County, Texas; † 26. September 1963 in Lubbock, Texas) war ein US-amerikanischer Politiker. Zwischen 1943 und 1947 war er Vizegouverneur des Bundesstaates Texas.

## Werdegang
Im Alter von sechs Jahren kam John Smith mit seinen Eltern in das Throckmorton County, wo sich der Vater als Baumwollpflanzer betätigte. Im Jahr 1913 absolvierte er die High School. Anschließend besuchte er das Stamford College und das West Texas State Teachers College. Er unterrichtete zunächst in verschiedenen Städten in Texas als Lehrer. In den Jahren 1917 und 1918 diente er während des Ersten Weltkrieges in der United States Army. In Frankreich studierte er dann römische Geschichte. Nach einem anschließenden Jurastudium und seiner Zulassung als Rechtsanwalt begann er in Throckmorton in diesem Beruf zu arbeiten. Zwischen 1920 und 1926 fungierte er als Bezirksrichter im Throckmorton County. Danach war er bis 1931 als Jurist beim texanischen Bildungsministerium beschäftigt. Anschließend praktizierte er wieder als privater Rechtsanwalt.
Politisch war Smith Mitglied der Demokratischen Partei. In den Jahren 1941 und 1942 saß er im Senat von Texas. 1942 wurde er an der Seite von Coke R. Stevenson zum Vizegouverneur von Texas gewählt. Dieses Amt bekleidete er nach einer Wiederwahl zwischen 1943 und 1947. Dabei war er Stellvertreter des Gouverneurs und Vorsitzender des Staatssenats. 1946 kandidierte er erfolglos in den Gouverneursvorwahlen seiner Partei. Smith war ein Gegner des Prinzips der sogenannten Closed Shops, wonach in einem solchen Betrieb alle Arbeitnehmer zwangsweise Mitglied einer Gewerkschaft sein mussten.
Im Jahr 1952 überwarf sich John Smith mit seiner Partei in der Frage der sogenannten Tideland-Kontroverse. Bei den Präsidentschaftswahlen des Jahres 1952 unterstützte er dann nicht den Demokraten Adlai Stevenson, sondern den republikanischen Kandidaten Dwight D. Eisenhower. Im selben Jahr bewarb sich Smith erfolglos um einen Sitz im Repräsentantenhaus der Vereinigten Staaten. 1956 scheiterte eine Kandidatur für sein früheres Amt als Vizegouverneur. Ansonsten praktizierte er wieder als Anwalt. Er war Mitglied zahlreicher Organisationen und Vereinigungen und starb am 26. September 1963 in Lubbock.